# Sharon Corr
Sharon Helga Corr (født 24. marts 1970 i Dundalk, Irland) er musiker og medlem af det irske pop-rock band The Corrs. Hun spiller violin og synger baggrundsvokal. Hun er den næstældste i søskendeflokken på fire som også udgør The Corrs.
Hendes debutsingle, "It's Not a Dream", blev udgivet den 29. august og 31. august 2009 i henholdsvis Irland og Storbritannien.
Privat har hun siden 2001 været gift med Gavin Bonnar fra Belfast. De har to børn sammen; en søn og en datter.

## Diskografi

### Studiealbums
| Titel        | Albumdetaljer                                                                           | Højeste hitlisteplacering | Højeste hitlisteplacering | Højeste hitlisteplacering | Højeste hitlisteplacering | Højeste hitlisteplacering | Højeste hitlisteplacering |
| Titel        | Albumdetaljer                                                                           | IRE                       | AUS                       | FR                        | NZ                        | SP                        | UK                        |
| ------------ | --------------------------------------------------------------------------------------- | ------------------------- | ------------------------- | ------------------------- | ------------------------- | ------------------------- | ------------------------- |
| Dream of You | - Udgivet: 13. september 2010 - Pladeselskab: Rhino - Format: CD, digital download      | 22                        | 67                        | 100                       | 15                        | 67                        | 37                        |
| The Same Sun | - Udgivet: 16. september 2013 - Pladeselskab: BobbyJean - Format: CD, Digitalt download | –                         | –                         | –                         | –                         | –                         | 104                       |

### Singler
| År   | Single                              | Højeste hitlisteplacering | Højeste hitlisteplacering | Album             |
| År   | Single                              | IRE                       | UK                        | Album             |
| ---- | ----------------------------------- | ------------------------- | ------------------------- | ----------------- |
| 2009 | "Me and My Teddy Bear"              | –                         | –                         | Bandaged Together |
| 2009 | "It's Not a Dream"                  | 29                        | 167                       | Dream of You      |
| 2010 | "Everybody's Got to Learn Sometime" | –                         | –                         | Dream of You      |
| 2010 | "So Long Ago"                       | –                         | –                         | Dream of You      |
| 2011 | "Over It"                           | –                         | –                         | Dream of You      |
| 2013 | "Take a Minute"                     | 11                        | –                         | The Same Sun      |
| 2014 | "We Could Be Lovers"                | –                         | –                         | The Same Sun      |

### Gæsteoptrædener
- 1999: "Rendez-vous à Paris" (Jean Michel Jarre)
- 2008: "First Love – Songs from the British Isles" (Bryn Terfel)
- 2009: "Amarrado a Tí" (Alex Ubago)
- 2015: "Black is the Colour" (Damien Leith)